# Esquéhéries
Esquéhéries is een gemeente in het Franse departement Aisne (regio Hauts-de-France) en telt 866 inwoners (1999). De plaats maakt deel uit van het arrondissement Vervins. Het is de geboorteplaats van de Franse sociaal bewogen industrieel Jean-Baptiste André Godin.

## Geografie
De oppervlakte van Esquéhéries bedraagt 16,2 km², de bevolkingsdichtheid is 53,5 inwoners per km².
De onderstaande kaart toont de ligging van Esquéhéries met de belangrijkste infrastructuur en aangrenzende gemeenten.

## Demografie
Onderstaande figuur toont het verloop van het inwonertal (bron: INSEE-tellingen).
Vanwege een beveiligingsprobleem met de MediaWiki Graph-software is het momenteel niet mogelijk deze grafiek weer te geven. Zodra de software is bijgewerkt zal de grafiek vanzelf weer zichtbaar worden.

## Geboren in Esquéhéries
- Jean-Baptiste André Godin (1817-1888), sociaal geïnspireerd industrieel